# Raúl Albiol
Raúl Albiol Tortajada (n. 4 septembrie 1985, Valencia, Spania) este un fotbalist spaniol liber de contract, care joacă pe post de fundaș. Pe plan internațional, are prezențe la națională pentru Spania U-19⁠(d), Spania U-20⁠(d) și Spania U-21.

## Palmares

### Club
Valencia
- Cupa UEFA: 2003–04
- Copa del Rey: 2007–08

Real Madrid
- La Liga: 2011–12
- Copa del Rey: 2010–11

Finalist: 2012–13
- Supercopa de España: 2012

Finalist: 2011
Napoli
- Coppa Italia: 2013–14

### Națională
- Campionatul Mondial de Fotbal: 2010
- Campionatul European de Fotbal: 2008, 2012
- Cupa Confederațiilor FIFA

Finalist: 2013
Locul 3: 2009
- Campionatul European Under-19: 2004

### Individual
- La Liga Breakthrough Player of the Year: 2006

## Statistici de club
La 24 aprilie 2017.
| Club          | Sezon         | Campionat | Campionat | Cupă    | Cupă   | Europa  | Europa | Total   | Total  |
| Club          | Sezon         | Meciuri   | Goluri    | Meciuri | Goluri | Meciuri | Goluri | Meciuri | Goluri |
| ------------- | ------------- | --------- | --------- | ------- | ------ | ------- | ------ | ------- | ------ |
| Valencia B    | 2002–03       | 14        | 3         | 0       | 0      | 0       | 0      | 14      | 3      |
| Valencia B    | 2003–04       | 35        | 2         | 0       | 0      | 0       | 0      | 37      | 2      |
| Valencia B    | Total         | 35        | 2         | 0       | 0      | 0       | 0      | 49      | 5      |
| Getafe        | 2004–05       | 17        | 1         | 2       | 0      | 0       | 0      | 19      | 1      |
| Getafe        | Total         | 17        | 1         | 2       | 0      | 0       | 0      | 19      | 1      |
| Valencia      | 2005–06       | 29        | 1         | 0       | 0      | 0       | 0      | 29      | 1      |
| Valencia      | 2006–07       | 36        | 1         | 2       | 1      | 12      | 1      | 50      | 3      |
| Valencia      | 2007–08       | 32        | 1         | 3       | 0      | 7       | 0      | 42      | 1      |
| Valencia      | 2008–09       | 34        | 2         | 2       | 0      | 6       | 0      | 42      | 2      |
| Valencia      | Total         | 131       | 5         | 7       | 1      | 25      | 1      | 163     | 7      |
| Real Madrid   | 2009–10       | 33        | 0         | 2       | 0      | 8       | 1      | 43      | 1      |
| Real Madrid   | 2010–11       | 20        | 0         | 6       | 0      | 6       | 0      | 32      | 0      |
| Real Madrid   | 2011–12       | 10        | 0         | 2       | 0      | 5       | 0      | 17      | 0      |
| Real Madrid   | 2012–13       | 18        | 1         | 5       | 0      | 3       | 0      | 26      | 1      |
| Real Madrid   | Total         | 81        | 1         | 15      | 0      | 22      | 1      | 118     | 2      |
| Napoli        | 2013–14       | 32        | 1         | 5       | 0      | 9       | 0      | 46      | 1      |
| Napoli        | 2014–15       | 35        | 0         | 4       | 0      | 12      | 0      | 51      | 0      |
| Napoli        | 2015–16       | 36        | 1         | 0       | 0      | 3       | 0      | 39      | 1      |
| Napoli        | 2016–17       | 22        | 0         | 3       | 0      | 6       | 0      | 31      | 0      |
| Napoli        | Total         | 125       | 2         | 12      | 0      | 30      | 0      | 167     | 2      |
| Total carieră | Total carieră | 403       | 14        | 45      | 2      | 77      | 2      | 532     | 18     |